# Бій за Таганрог
Бій за Таганрог — сутичка 1 травня 1918 року між частинами 1-ї РСЧА та 20-ї Баварської дивізії (Німеччина) під час першої радянсько-української війни.
25 квітня 1918 року Рада робітничих, солдатських і селянських депутатів оголосила Таганрог та Таганрозьку округу у стані облоги через наближення до німецьких та українських військ.
27 квітня 1918 частини 1-ї РСЧА з боями відступили до Таганрога, де приготували нові оборонні позиції навколо Таганрога на лінії Миколаївка — Кошкіне — Самбек. До них приєдналися загони з Таганрога. 27 квітня почалися бої на підступах до Таганрога.
На підготовлені позиції наступали частини 20-ї Баварської дивізії. Сили червоноармійців складали 5000 піхотинців, трохи кавалерії, 20 легких гармат, 4 шестидюймові гармати і 4 бронеавтомобілі.

Під час боїв на підступах до міста комісар у військових справах Таганрозького округу Родіонов видав звернення в якому закликав городян виступити на захист в міста в відозві також говорилося:
І ось на зміну рассеяной російської білої гвардії являються полчища німецького юнкерства, підняла голову гайдамаччина... Вони знущаються  над юною російською революцією, злобно хихикають, жадають розтоптати в грязі священні ідеали російського революціонера, потопити в нашій же крові усі завоювання наші.
Бій за місто почався рано вранці і тривав весь день 1 травня. О 16:00 до німців підійшло підкріплення. Червоноармійці відступили до станції Морська і села Мурза.
Увечері 1 травня німці зайняли Таганрог.
У бою за місто відзначився полк Каски який був сформований в Таганрозі. Сам Каска і 2000 тисяч бійців його полку загинули.